# イオノン
イオノン（英語: ionone）、別名ヨノン（ドイツ語: Jonon、オランダ語: Jonon）はテルペノイドの一種である。二重結合の位置が違う3種類の異性体があり、それぞれα-イオノン、β-イオノン、γ-イオノンと呼ばれる。スミレの花のようなにおいを持つ、無色または黄色みを帯びた液体である。においは異性体ごとに異なる。

## 存在
いずれの異性体もさまざまな植物の精油にみられ、特にベリー、茶、タバコに多い。スミレ精油には約22%のα-イオノンが含まれる。β-イオノンはヘンナなど、γ-イオノンはタマリンドなどに含まれる。α-イオノンには一対の鏡像異性体があるが、天然にはどちらも存在する。

## 用途
多く調合香料や食品香料として利用される。含まれる異性体の比率が違うと、そのにおいも異なる。ダマスコンやイソメチルイオノンなど、他の香料を製造する際の原料としても使われる。
β-イオノンはレチノール（ビタミンA）やカロテノイド、および他の香料の合成原料化合物として重要である。2003年における全世界での生産量は4,000から8,000トンと見積もられている。

## 製造
植物の精油から得られるが、主に化学合成によって製造される。
イオノンはプソイドイオノンから合成することができる。シトラールにアセトンを塩基触媒を用いたアルドール反応によって縮合させると、プソイドイオノンが生成する。
プソイドイオノンに希酸を加えて暖めると環化がおこり、α-イオノンとβ-イオノンの混合物が得られる。反応を行う条件によって、生成するα体とβ体の比率は変わる。リン酸を用いると主としてα-イオノンが、硫酸の場合には主にβ-イオノンが得られる。また、三フッ化ホウ素を使うとγ-イオノンが生成する。

## 生化学
ごく少量であっても、ヒトの鼻はイオノンのにおいを感じとることができる。閾値は空気中、α-イオノンでは約3ppb（空気中 3×10−7mg/L）、β-イオノンは0.12ppb、(R)-γ-イオノンは11ppb、(S)-γ-イオノンは0.07ppbとされる。

## 安全性
経口での急性毒性は低いとされている。α/β-イオノン混合物 (60:40) のLD50は4590mg/kg（ラット、経口）と報告されている。
イオノンはアレルゲン（感作性物質）となる可能性があり、取り扱いの際には手袋を使うことが推奨されている。
α-イオノンはドイツ水質危害クラス (Wassergefährdungsklasse) でクラス2（危険性あり、endangering）に指定されている。